# Nagawado-Talsperre
Die Nagawado-Talsperre (jap. 奈川渡ダム ~damu) ist eine Talsperre in Matsumoto, Präfektur Nagano, Japan. Er liegt an der ehemaligen Gemeindegrenze zwischen den 2005 nach Matsumoto eingemeindeten Dörfern Azumi und Nagawa.
Der Fluss Azusa (Oberlauf des Sai der zum Flusssystem des Shinano gehört) wird von einer 155 m hohen Bogenstaumauer zu einem Stausee mit 123 Millionen Kubikmetern Fassungsvermögen und 2,74 Quadratkilometern Fläche aufgestaut. Ein Wasserkraftwerk erzeugt Elektrizität mit 623 Megawatt Leistung.